# بهلوشكن
بهلوشكن هي قرية في مقاطعة سميرم، إيران. يقدر عدد سكانها بـ 464 نسمة بحسب إحصاء 2016.